# Brumov
Brumov (deutsch Brumow) ist eine Gemeinde in Tschechien. Sie liegt 13 Kilometer nördlich von Tišnov und gehört zum Okres Brno-venkov.

## Geographie
Brumov befindet sich in der Sýkořská pahorkatina, einer Untereinheit der Nedvědická vrchovina in der Böhmisch-Mährischen Höhe. Das Dorf liegt am Oberlauf des Baches Besének im östlichen Teil des Naturparks Svratecká hornatina. Östlich erhebt sich der Láze (642 m), im Südwesten der Sýkoř (702 m), westlich der Bukový vrch (699 m) und im Nordwesten der Hrádky (627 m).
Nachbarorte sind Černovice im Norden, Hluboké u Kunštátu, Touboř und Kunice im Nordosten, Lhota u Lysic und Bedřichov im Osten, Kunčina Ves und Kozárov im Südosten, Žleby und Osiky im Süden, Křeptov, Křížovice und Louky im Südwesten, Skorotice und Chlébské im Westen sowie Horní Čepí im Nordwesten.

## Geschichte
Die erste schriftliche Erwähnung des Ortes erfolgte im Jahre 1390 als Teil der Herrschaft Lomnice.
Nach der Aufhebung der Patrimonialherrschaften bildete Brumov ab 1850 eine Gemeinde im Brünner Bezirk und Gerichtsbezirk Tischnowitz. Seit 1896 gehörte die Gemeinde zum neu gebildeten Bezirk Tischnowitz. Nach der Auflösung des Okres Tišnov kam Brumov mit Beginn des Jahres 1961 zum Okres Blansko. Seit Beginn des Jahres 2007 gehört die Gemeinde zum Okres Brno-venkov.

## Gemeindegliederung
Für die Gemeinde Brumov sind keine Ortsteile ausgewiesen.

## Sehenswürdigkeiten
- Kapelle Mariä Himmelfahrt, errichtet 1923. Zuvor bestand bereits seit 1912 eine Kapelle, die wegen des Straßenbaus abgebrochen wurde.
- mehrere Marmorkreuze
- Vršky u Brumova, das 5,64 ha große Karstgebiet zeichnet sich durch eine Vielfalt wärmeliebender Pflanzen auf einer verkarsteten Phyllitschicht aus.